# Classe CEMT
Les voies navigables intérieures d’Europe ont été classifiées selon leurs dimensions et leurs capacités à accueillir des bateaux en huit classes CEMT. Le choix des classes a été organisé par la Conférence européenne des ministres des Transports (la CEMT). En 2015, les catégories I à III ont été sous-divisées en gabarit de l'Ouest de l'Elbe et Est de l'Elbe, et une distinction a été faite entre convois poussés et automoteurs.

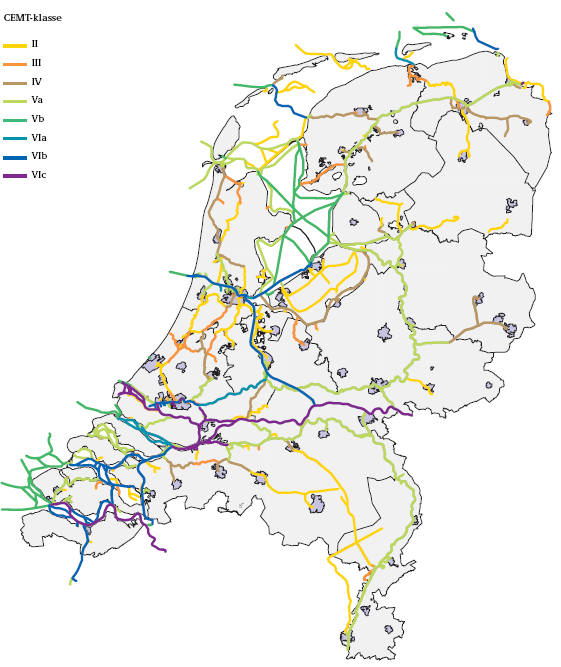
Canaux néerlandais selon leur classe CEMT.

|                     | Classe | Type                | Longueur | Largeur | Tirant d'eau | Hauteur libre | Tonnage     |
| ------------------- | ------ | ------------------- | -------- | ------- | ------------ | ------------- | ----------- |
|                     | 0      | Bateau de plaisance | -        | -       | -            | -             | -           |
| à l'Ouest de l'Elbe | I      | Péniche (Freycinet) | 38,50    | 5,05    | 1,8 - 2,2    | 4             | 250 - 400   |
| à l'Ouest de l'Elbe | II     | Campinois           | 50-55    | 6,6     | 2,5          | 4 - 5         | 400 - 650   |
| à l'Ouest de l'Elbe | III    | Gustav Koenigs      | 67-80    | 8,2     | 2,5          | 4 - 5         | 650 - 1000  |
| à l'Est de l'Elbe   | I      | Gross Finow         | 41       | 4.7     | 1,4          | 3             | 180         |
| à l'Est de l'Elbe   | II     | Type BM-500         | 57       | 7,5-9,0 | 1,6          | 3             | 500-630     |
| à l'Est de l'Elbe   | III    |                     | 67-70    | 8,2-9,0 | 1,6          | 4             | 470-700     |
|                     | IV     | Johann Welker       | 80-85    | 9,5     | 2,5          | 5,25 - 7      | 1000 - 1500 |
|                     | Va     | Grand Rhénan        | 95-110   | 11,4    | 2,5 - 2,8    | 5,25 / 7      | 1500 - 3000 |
|                     | VIb    |                     | 140      | 15      | 3.9          | 7 / 9,1       |             |

|                   | Classe | Barges                          | Longueur | Largeur   | Tirant d'eau | Hauteur libre | Tonnage       |
| ----------------- | ------ | ------------------------------- | -------- | --------- | ------------ | ------------- | ------------- |
| à l'Est de l'Elbe | III    |                                 | 118-132  | 8,2-9,0   | 1,6-2        | 4             | 1000-1200     |
|                   | IV     | convoi d'1 barges               | 85       | 9,5       | 2,5-2,8      | 5,25 / 7      | 1000 - 1500   |
|                   | Va     | convoi d'1 barges               | 95-110   | 11,4      | 2,5-2,8      | 5,25 / 7 / 9  | 1600 - 3000   |
|                   | Vb     | convoi long de 2 barges         | 172-185  | 11,4      | 2,5 - 4,5    | 5,25 / 7 / 9  | 3200 - 6000   |
|                   | VIa    | convoi large de 2 barges        | 95-110   | 22,8      | 2,5 - 4,5    | 7 - 9,1       | 3200 - 6000   |
|                   | VIb    |                                 | 185-195  | 22,8      | 2,5 - 4,5    | 7 - 9,1       | 6400 - 12000  |
|                   | VIc    | convoi de 2 × 3 ou 3 × 2 barges | 193-280  | 22,8-34,2 | 2,5 - 4,5    | 9,1           | 9600 - 18000  |
|                   | VII    | convoi 3 × 3 barges             | 195-285  | 34,2      | 2,5 - 4,5    | 9             | 14500 - 27000 |

## Description
Les différentes classes proposées correspondent à une harmonisation des gabarits historiques des différents pays. Par exemple, la classe I correspond au gabarit français dit Freycinet créé en 1879. Les gabarits Johann Welker, Grand Rhénan et Gustav Koenigs ont été créés en Allemagne après la seconde guerre mondiale par l'Association centrale allemande de transport maritime intérieur.